# Paasjubel

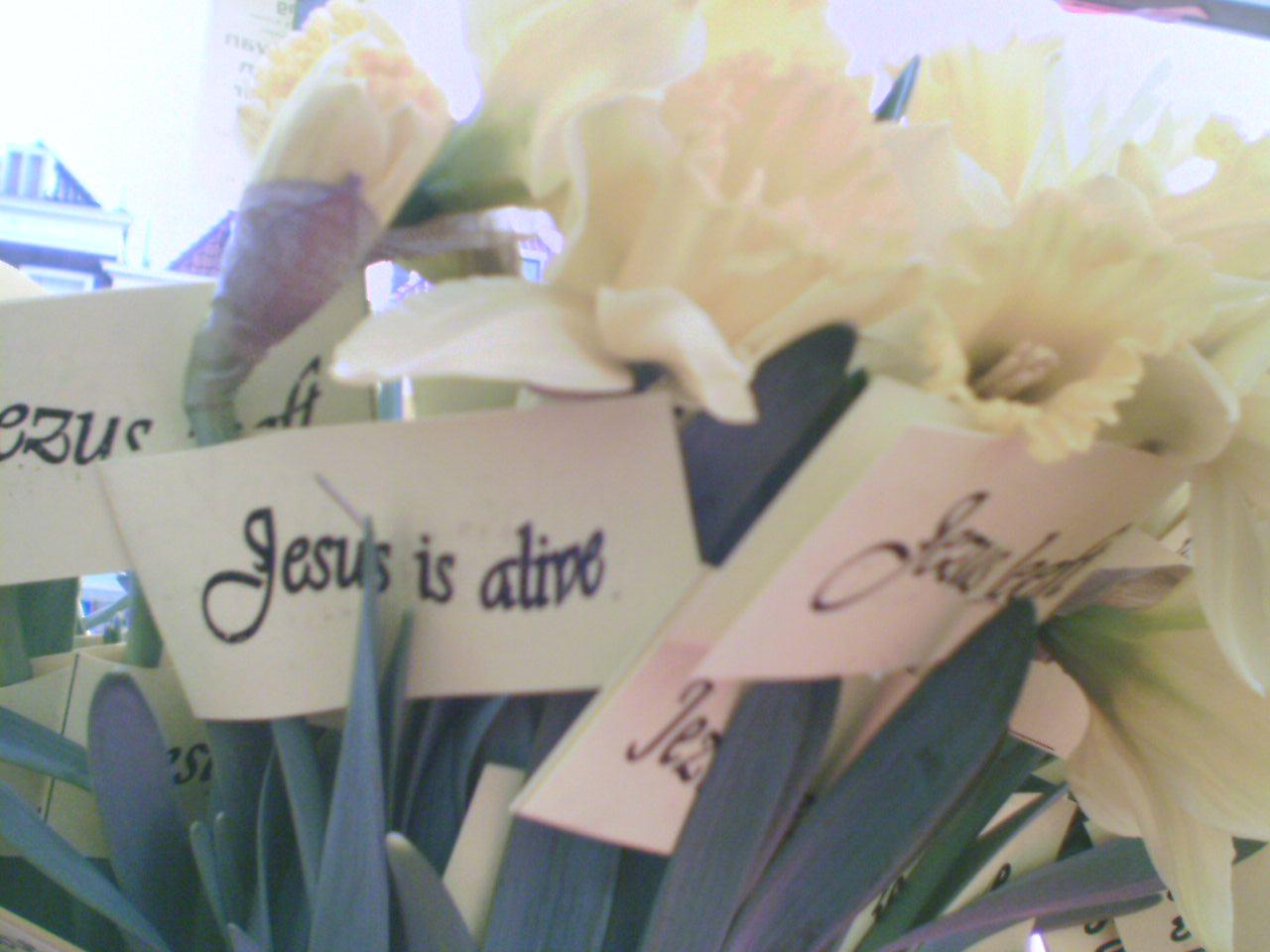
Narcissen, uitgedeeld tijdens de paasjubel 2006 in Delft

Een paasjubel is een protestantse bijeenkomst tijdens het Paasfeest, meestal op de ochtend of vroege middag van de eerste paasdag, waarbij voornamelijk gezongen wordt over de opstanding uit de dood van Jezus Christus. Paasjubels zijn typisch interkerkelijk, leden van diverse denominaties nemen hieraan deel, maar ook toevallige omstanders. Doorgaans zijn paasjubels openluchtbijeenkomsten, en is er een podium waarop mensen voorgaan in de zang.

## Verschillende plaatsen
In diverse plaatsen in Nederland worden jaarlijks paasjubels georganiseerd, waaronder Delft, Goes, Haarlem, Lisse, Meppel en Utrecht. Het aantal mensen dat op een paasjubel afkomt, varieert van enkele tientallen tot ruim duizend man. 

### Delft
De paasjubel in Delft wordt sinds 1988 gehouden. Het idee voor het evenement ontstond in 1987, toen een lid van de Delftse Christelijke Gereformeerde Kerk een paasjubel in Lisse bijwoonde, en daardoor enthousiast werd om ook eens iets soortgelijks in Delft te organiseren. Met hulp van de blaaskapel van het Leger des Heils en de muzikale contacten bij de plaatselijke evangelische Morgenstondgemeente werd deze eerste paasjubel opgezet. Door de jaren heen werkten meerdere kerkelijke gemeenten in Delft mee aan het evenement. De paasjubel vindt jaarlijks plaats op de Markt tussen het stadhuis en de Nieuwe Kerk. De jubel heeft in de loop der jaren aardig wat bekendheid gekregen in de stad en daarbuiten, waardoor er aan het begin van de 21ste eeuw jaarlijks zo'n 1000 mensen op het evenement af komen. 